# 买买提外传
《买买提外传》是1987年由天山电影制片厂摄制的彩色歌舞喜剧电影。由广春兰执导，段宝珊、广春兰编剧，木拉丁·阿不力米提、吐尔逊娜依·依不拉音江、菲尔达维斯、阿孜古丽等人主演。讲述的是红玫瑰餐厅的老板机缘巧合下不得不以其他身份出现在心爱的人面前，一波三折后终以真实身份见人，获得属于自己的爱情的故事。
《买买提外传》分别获得广播电影电视部1986年-1987年优秀影片奖故事片奖，第8届中国电影金鸡奖喜剧片特别奖、第一届全国少数民族题材电影艺术“骏马奖”故事片奖。

## 剧情简介
旅游局司机希里甫（菲尔达维斯 饰）与天山歌舞团演员拜尼莎（阿孜古丽 饰）即将举办婚礼。女傧相是从北京舞蹈学院毕业的迪丽娜尔（吐尔逊娜依·依不拉音江 饰），而“门当户对”的男傧相则迟迟未能决定。于是希里甫找到了好友，红玫瑰餐厅烤肉摊的老板买买提（木拉丁·阿不力米提 饰）。在新房中，买买提因身份不合本意拒绝当男傧相，但希里甫灵机一动，决定给买买提化妆打扮。当拜尼莎和伙伴们抵达新房时，买买提已“不在”，出现在这的是由买买提假扮的旅游局翻译阿里木。拜尼莎和伙伴们对气质优雅的阿里木赞赏有加。
婚礼之上，男傧相阿里木才能尽显，使婚礼隆重且热烈，女傧相迪丽娜尔的舞蹈也很惊艳。阿里木被迪丽娜尔的舞蹈吸引，迪丽娜尔也因阿里木的潇洒气质而产生好感，二人开始一起跳舞。不过，阿里木始终是假扮的身份，婚礼结束后买买提终回红玫瑰餐厅。一日，迪丽娜尔来到了红玫瑰餐厅，发现老板买买提与阿里木十分神似，好在有餐厅其他人解围，身份并未暴露。迪丽娜尔欲与阿里木继续交往，于是希里甫夫妇又安排阿里木现身与迪丽娜尔见面。约会中，迪丽娜尔提出与阿里木去红玫瑰餐厅吃烤肉，阿里木难以推辞，只好答应次日前往。第二天，阿里木告诉希里甫迪丽娜尔，自己有外事活动无法前往红玫瑰餐厅。拜尼莎和迪丽娜尔只好先行前往餐厅，阿里木在希里甫驾驶的“飞车”中变回买买提，并顺利早于迪丽娜尔一行抵达餐厅。
自此，买买提不得不在买买提和阿里木的身份之间来回周旋，期间几次因假胡子掉了差点露馅。一日，迪丽娜尔搬入新家，阿里木也前来道喜。迪丽娜尔无意发现买买提的包中，有着和阿里木一样的帽子和眼镜。另一日，外宾要来迪丽娜尔家了解民族艺术。迪丽娜尔想找阿里木帮忙翻译，却查无此人。好在买买提前来救火，顺利完成翻译工作。粗心的买买提落下两张不同身份时拍摄的照片。迪丽娜尔对比着照片明白了什么。在一次游玩的路上，疲于在身份间周旋的买买提终于对迪丽娜尔坦路了心声：“我就是买买提，买买提就是我，根本不存在阿里木，你爱我，还是恨我！”说罢，买买提骑马离去。早知真相的迪丽娜尔见心上人已经坦诚相待，于是骑着摩托车追上阿里木并表达了爱意。买买提终抱美人归。

## 电影制作
1986年中国中央电视台春节联欢晚会中小品《羊肉串》在中国大陆的观众中家喻户晓，但小品中对“新疆维族小伙”的刻板印象及负面形象的展示，一度使经营烤肉的维吾尔族个体户生意蒙上阴影。为给认真、诚实的烤肉个体户正名，天山电影制片厂导演广春兰将现实中乌鲁木齐市的烤肉师傅和喜剧演员木拉丁·阿不力米提的形象相结合，在编剧段宝珊的协助下，创作出《买买提外传》的文学剧本。
1987年，电影《买买提外传》开始并完成拍摄。虽然有拍摄歌舞电影《不当演员的姑娘》的经验，但《买买提外传》却是广春兰首次执导歌舞和喜剧相结合的电影。《买买提外传》的故事情节为喜剧奠定基础，电影中维吾尔族诙谐幽默的性格在演员木拉丁·阿不力米提等人的表演和语言中得以展现。歌舞则是电影的主要组成部分，广春兰起用了才从中央民族歌舞团返回新疆的维吾尔族舞蹈演员吐尔逊娜依·依不拉音江，影片中吐尔逊娜依有三个舞蹈表演场景，其中在“婚礼”上展示了具有维吾尔族风格的迪斯科。

## 所获奖项
| 奖项                                   | 类别          | 获奖或入围者                   | 结果           | 來源  |
| -------------------------------------- | ------------- | ------------------------------ | -------------- | ----- |
| 广播电影电视部1986年-1987年优秀影片奖  | 故事片        | 《买买提外传》，天山电影制片厂 | 獲獎           | [ 5 ] |
| 第8届中国电影金鸡奖                    | 特别奖-喜剧片 | 《买买提外传》                 | 獲獎           | [ 6 ] |
| 第一届全国少数民族题材电影艺术“骏马奖” | 故事片        | 《买买提外传》，维吾尔族题材   | 獲獎（二等奖） | [ 7 ] |

## 上映与影响
电影《买买提外传》上映后，在新疆包括汉族、维吾尔族在内的多个民族群体中都颇受欢迎，其票房甚至超过电影《老井》和《红高粱》。以乌鲁木齐民族商业区乌鲁木齐二道桥为主的许多新疆餐厅一度将电影中餐厅名“红玫瑰”作为自己的店名。1987年，天山电影制片厂开始推行经济承包责任制，《买买提外传》的成本利润率和酬金、奖金直接挂钩。最终，《买买提外传》制作成本降低的同时，赢得了超过30万元人民币的利润。1988年6月，新疆维吾尔自治区文化厅举办《买买提外传》获奖表彰大会。对编剧和导演广春兰来说，《买买提外传》是其职业生涯的一个高潮。剧中演员吐尔逊娜依因该片的上映在新疆境内广为人知。
除在中国大陆上映外，《买买提外传》在1989年摩洛哥、阿尔及利亚、突尼斯等国举办的中国电影周中放映。1991年6月，《买买提外传》参加苏联乌兹别克苏维埃社会主义共和国举办中国电影周。在苏联位于中亚的其他加盟国出现违约跨境上映《买买提外传》等影片的情况。在阿拉木图等地，观众得知有维吾尔语电影放映，会从几百公里外前往观看。